# Architektenviertel (Hannover)

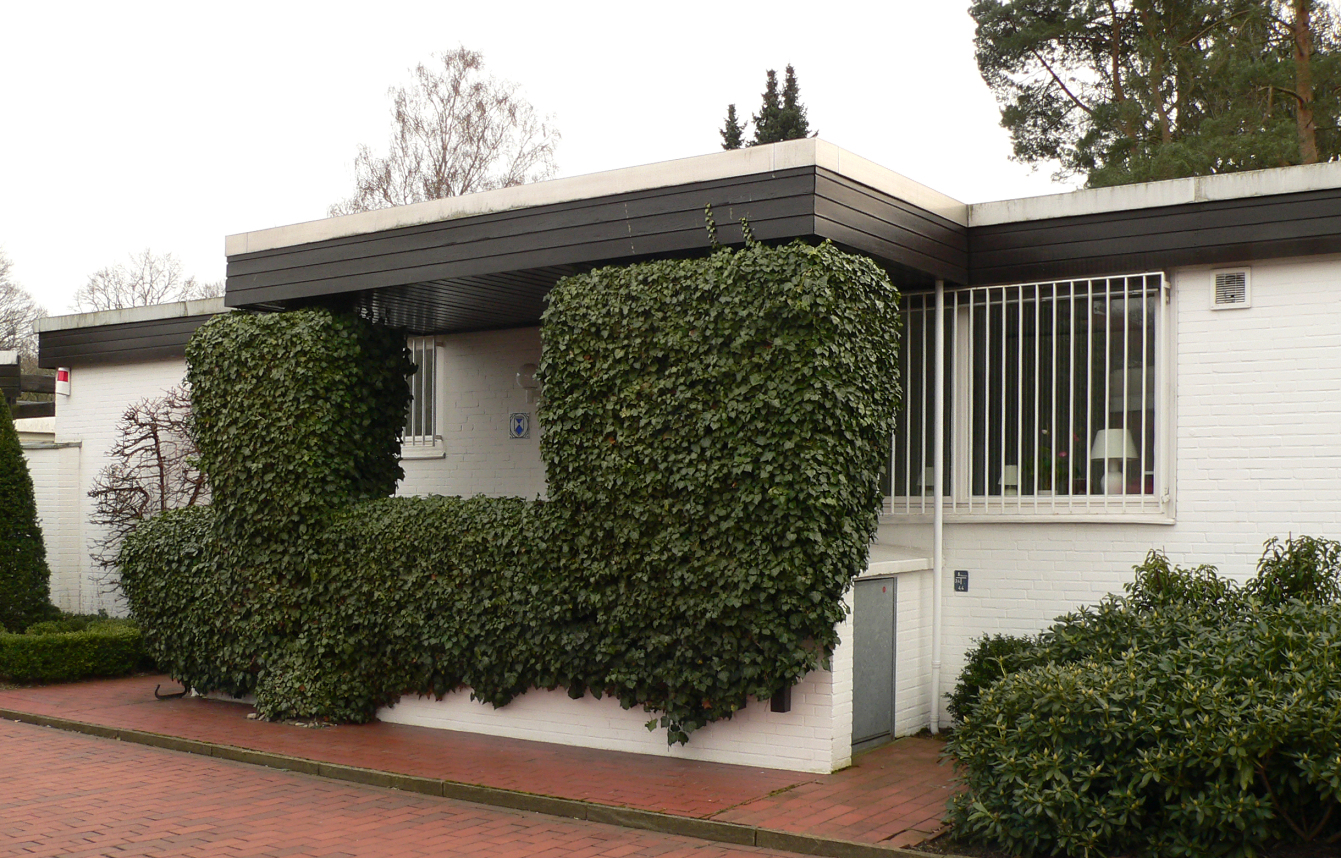
Wohnhaus-Bungalow im Morgensternweg mit Denkmalplakette

Das Architektenviertel in Hannover ist ein seit 1991 denkmalgeschütztes Bauensemble. Die Siedlung umfasst mehr als 50 Parzellen, die nach Entwürfen verschiedener Architekten in geschlossener Weise mit Bungalows bebaut wurden. Das Viertel umfasst Adressen im Morgensternweg, im Ringelnatzweg und entlang der Alten Herrenhäuser Straße, westlich der Graft am Großen Garten in Hannover-Herrenhausen.

## Geschichte und Beschreibung

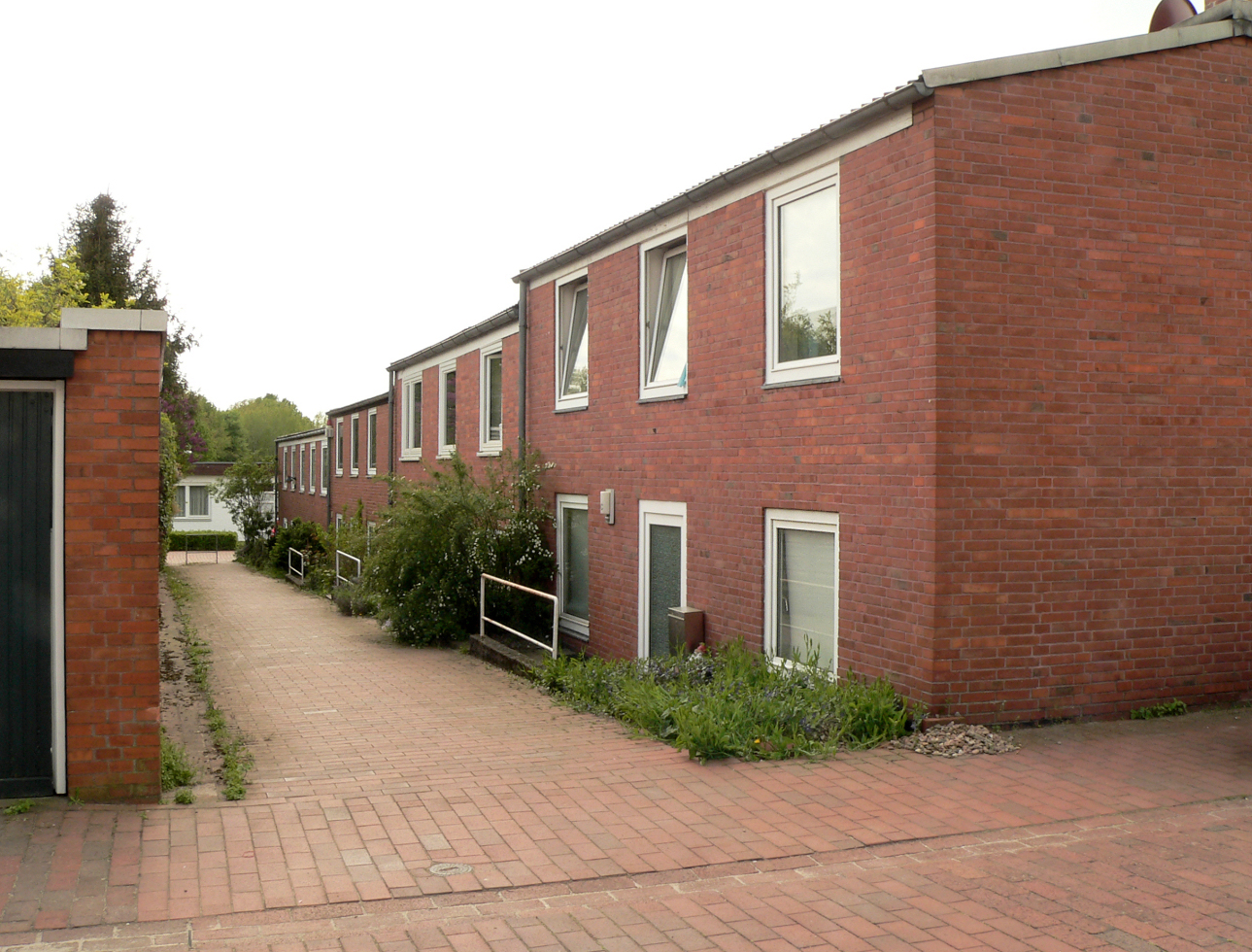
Reihenhäuser, erschlossen durch einen Fußweg

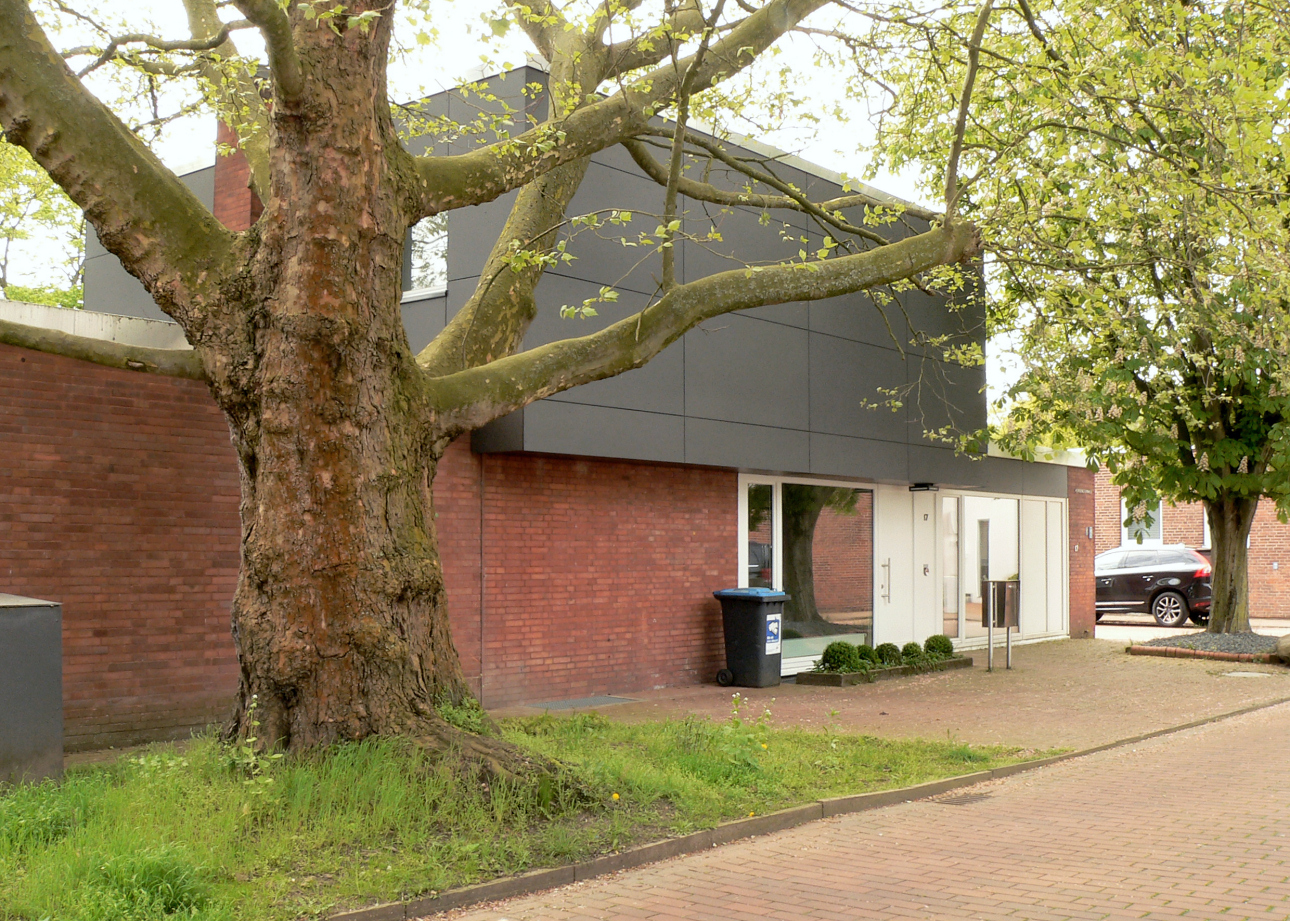
Bungalow als Winkelbau am Morgensternweg 17

Die Stadttafel Nr. 125 für Rudolf Christfreund wurde 1967 ursprünglich am Morgensternweg 6 B installiert

Auf dem Gebiet des noch im Königreich Hannover im Jahr 1844 angelegten und 1928 aufgelassenen ehemals landesherrlichen Hofgestüts Herrenhausen entstand nach dem Zweiten Weltkrieg erstmals auf dem Gebiet der Stadt Hannover ein zur Bebauung mit Flachdächern freigegebenes Gebiet für Einfamilienhäuser.
In den Jahren von 1958 bis 1961 wurden nach Plänen der Architekten Friedrich Lindau, Siegfried Erlhoff, Rolf Wékel, Walter Hämer, Linda Bluta-Mehmel und anderen mehr als 50 Grundstücke bebaut, die durch sparsam angelegte „Wohnwege“ erschlossen sind und deren Bebauung bis heute weitgehend unverändert erhalten geblieben ist.
In dem geschlossenen wirkenden Gesamtbild des Architektenviertels finden sich Bungalows
1. als weiß verputzter Kubus wie beispielsweise im Ringelnatzweg 6;
2. als Winkelbau mit getrenntem Wohn- und Schlaftrakt, insbesondere im Ringelnatzweg 7 und am Morgensternweg 17
3. oder als Solitärbau, bei dem die Lage der Innenräume von außen nicht erkennbar ist, wie etwa am Ringelnatzweg 5.[2]

Das einzelstehende Gebäude am Ringelnatzweg 5 zeigt als Besonderheit – als „Zitat“ an die Architektur eines Ludwig Mies van der Rohe – zudem eine vollverglaste Wandfläche zur Gartenseite hin, zugleich einen ebenerdigen Zugang zur Terrasse.
Von Ernst Zinsser in Zusammenarbeit mit dem Bauleiter „B. Borchers“ wurde 1961 das „Wohnhaus Prof. Wilde“ unter der Adresse Ringelnatzweg 12 gebaut.
Im Jahr 2011 wurden im Zuge der Verlegung neuer Stromleitungen durch den Energieversorger enercity, und im Zuge der städtischen Verkehrssicherungspflicht, die historischen Straßenlaternen aus den 1950er Jahren durch die Stadt Hannover auf den Privatgrundstücken abgebaut und durch neuere Beleuchtungsanlagen im öffentlichen Raum ersetzt: Die neuen Lampen würden nicht mehr zur Hälfte Privatgrundstücke erleuchten, erzielten einen höheren Wirkungsgrad, entsprächen „den lichttechnischen Erfordernissen“ und würden die eingesetzte Energie insgesamt effizienter nutzen, hieß es nach einer Anfrage der SPD-Fraktion im Bezirksrat Herrenhausen-Stöcken an die Stadtverwaltung Hannover. Nach Fertigstellung der Arbeiten wurde jedoch das historische Straßenpflaster aus Klinkern originalgetreu wiederhergestellt.